# 易会满
易会满（1964年12月19日—），浙江苍南人，中华人民共和国金融人物。中共第十九届中央候补委员、第二十届中央委员。杭州电子工业学院统计学专业毕业，北京大学光华管理学院高级管理人员工商管理硕士学位，南京大学管理学博士学位，高级经济师，研究员。现任第十四届全国政协经济委员会驻会副主任。曾任中国证券监督管理委员会主席、党委书记。

## 生平
1984年毕业于杭州电子工业学院统计学专业，大专学历。1984年8月到1985年1月任中国人民银行杭州市分行计划处计划员。
1985年至2019年一直在中国工商银行工作，历任工行浙江省分行副行长（1998年）、江苏省分行行长（2000年）、北京市分行行长（2005年）。2008年5月，任中国工商银行副行长。2013年5月，接替杨凯生任中国工商银行行长。2016年5月，接替姜建清任工行党委书记，同年9月，担任工行董事长，不再担任行长。2017年10月，中国共产党第十九次全国代表大会上当选中共第十九届中央候补委员。
2019年1月，辞去工行董事长职务，履新中国证券监督管理委员会党委书记、主席，晋升正部长级。2022年10月，中国共产党第二十次全国代表大会上当选为中共第二十届中央委员。
2024年2月，被中共中央、国务院分别免去中国证券监督管理委员会党委书记及主席职务，外界认为与当时中国股市“跌跌不休”有关。
2024年6月6日，易会满担任第十四届全国政协委员，同时担任经济委员会驻会副主任，而专委会驻会副主任一职此前一般由副部长级官员担任。